# Иосиф (Савраш)
Архиепископ Иосиф (в миру Иосиф Михайлович Савраш; 27 апреля 1909, село Черниев (ныне Ивано-Франковская область) — 5 июня 1984, Ивано-Франковск) — епископ Русской православной церкви, архиепископ Ивано-Франковский и Коломыйский.

## Биография
Родился в грекокатолической семье служащего. В 1927 году окончил Станиславскую гимназию. Богословскую науку проходил в Инсбруке (Австрия).
4 сентября 1932 года рукоположён во пресвитера и назначен настоятелем Покровской церкви в г. Станиславе.
С 1938 по 1940 год — настоятель Троицкой церкви в селе Потоке Золотом, Тернопольской области.
С 1940 по 1946 год — настоятель Благовещенской церкви в Снятине, Станиславской области.
8-10 марта 1946 года — участник Львовского Собора. После Собора перешёл в православие.
С 1946 года — настоятель Михайловской церкви в Снятине.
2 августа 1957 года в Пещерной церкви Киево-Печерской Лавры был пострижен в монашество с именем Иосиф, в честь преподобного Иосифа Печерского, а 3 августа возведён в сан архимандрита.
4 августа 1957 года во Владимирском соборе Киева хиротонисан во епископа Станиславского и Коломыйского. Чин хиротонии совершали: митрополит Киевский и Галицкий Иоанн (Соколов), архиепископы: Львовский и Тернопольский Палладий (Каминский), Черниговский и Нежинский Андрей (Сухенко); епископы: Переяслав-Хмельницкий Нестор (Тугай), Кировоградский и Николаевский Иннокентий (Леоферов), Дрогобычский и Самборский Григорий (Закаляк).
С 5 марта по 21 мая 1959 года временно управлял Черновицкой епархией.
В 1962 году в связи с переименованием Станислава в Ивано-Франковск, титул изменён на «Ивано-Франковский и Коломыйский».
11 мая 1963 года награждён орденом св. князя Владимира ? степени.
С 9 октября по 9 ноября 1963 года временно управлял Мукачевско-Ужгородской епархией.
5 февраля 1965 года возведён в сан архиепископа.
Он активно содействовал утверждению Православия в своей епархии. За ревностное служение Церкви Христовой архиеп. Иосиф награждён церковными орденами: св. равноап. князя Владимира ? степени и Преп. Сергия Радонежского 2-й степени.
12 октября 1982 года решением Священного Синода уволен на покой.
В последние два года жизни, уже находясь на покое, он продолжал активно участвовать в жизни Церкви, делился со священниками богатым пастырским опытом, писал богословские и церковно-исторические работы.
Скончался 5 июня 1984 года. Отпевание архиепископа Иосифа в Воскресенском кафедральном соборе 7 июня совершил архиепископ Ивано-Франковский и Коломыйский Макарий в сослужении множества священников. Погребён в фамильной усыпальнице в селе Черниеве.

## Публикации
- Речь при наречении во епископа Станиславского // ЖМП. 1957, № 9, с. 11.
- Из жизни Станиславской епархии // Журнал Московской Патриархии. М., 1961. № 4. — С. 30-31.
- Борьба Православия с католической унией (по историческим памятникам Станиславской епархии) // Журнал Московской Патриархии. М., 1961. — № 10. — С. 45-61.
- В молитвенном и братском единении": Речь, произнесённая на годичном акте в Ленинградской духовной академии 9 октября 1968 года // Журнал Московской Патриархии. М., 1968. — № 12. — С. 19-21.
- Речь на торжественном акте [на праздновании 35-летия Львовского Собора 1946 года, Львов, 16 мая 1981 года] // Журнал Московской Патриархии. М., 1981. — № 10. — С. 16.